# Convention-cadre européenne sur la coopération transfrontalière des collectivités ou autorités territoriales
La Convention-cadre européenne sur la coopération transfrontalière des collectivités ou autorités territoriales (Convention de Madrid) est un traité international du Conseil de l'Europe  signée à Madrid le 21 mai 1980 et entrée en vigueur le 22 décembre 1981. Elle est considérée comme "l'acte fondateur du cadre juridique de la coopération transfrontalière des collectivités et autorités territoriales en Europe". Elle ne contient pas de dispositions opérationnelles, mais est accompagnées de modèles d'accords interétatiques et d'accords à conclure entre collectivités territoriales.

## Le premier protocole additionnel
Le premier protocole additionnel a été signé le 9 novembre 1995 à Strasbourg.

## Le deuxième protocole additionnel
Le deuxième protocole additionnel, relatif à la coopération interterritoriale, a été signé le 5 mai 1998 à Strasbourg.

## Le troisième protocole additionnel
Le troisième protocole additionnel, relatif aux Groupements eurorégionaux de coopération (GEC), a été signé le 16 novembre 2009 à Utrecht.

## État de la ratification
La convention-cadre a été ratifiée par 36 États membres du Conseil de l'Europe, soit tous les États membres à l'exception d'Andorre, de Chypre, de l'Estonie, de la Grèce, de Saint-Marin, de la Serbie, de la Macédoine et du Royaume-Uni. Malte, le Monténégro et l'Islande l'ont signée, mais pas encore ratifiée.
Le premier protocole additionnel a été ratifié par 21 États membres, soit l'Albanie, l'Arménie, l'Autriche, l'Azerbaïdjan, la Belgique, la Bosnie-Herzégovine, la Bulgarie, la France, l'Allemagne, la Lettonie, la Lituanie, le Luxembourg, la Moldavie, Monaco, les Pays-Bas, la Russie, la Slovaquie, la Slovénie, la Suède, la Suisse et l'Ukraine. La Géorgie, l'Islande, l'Italie, le Monténégro, le Portugal et la Roumanie l'ont signé mais pas ratifié.
Le second protocole additionnel a été ratifié par les mêmes États membres que le premier, à l'exception de la Lettonie. L'Islande, le Portugal, la Roumanie, le Monténégro et la Géorgie l'ont signé mais pas ratifié.
Le troisième protocole additionnel, conclu en 2009, a été signé par l'Arménie, la Belgique, la France, l'Allemagne, la Lituanie, le Luxembourg, le Monténégro, les Pays-Bas et la Slovénie. Aucun pays ne l'a encore ratifié et il n'est donc pas encore entré en vigueur.